# Учебный центр высвобождения энергии Атмы
Учебный центр высвобождения энергии Атмы (нем. Trainingszentrum zur Freisetzung der Atmaenergie), или Фонд Атмана (нем. Atman Stiftung, англ. Atman Foundation) — новое религиозное движение, основанное Хайде Фиткау-Гарт, действовавшее в основном на острове Тенерифе (Канарские острова) и в Германии, отделившееся от движения Брахма Кумарис и получившее широкую известность после того, как в 1998 году в СМИ появились сообщения о подготовке группового ритуального самоубийства, которое участники движения якобы собирались совершить в национальном парке Тейде на Тенерифе, а местная полиция не дала осуществить.
Как сообщалось 19 января 1998 года в журнале Time, 33 человека верили, что за ними скоро прилетит космический корабль и готовы были добровольно уйти из жизни, если этого не произойдёт. Однако в более поздних публикациях в Tenerife News и Diario de Avisos эта версия ставится под сомнение, и утверждается, что никаких суицидальных намерений и приготовлений у той религиозной группы не было. Религиовед-теолог Георг Шмид (нем. Georg Schmid), социолог Массимо Интровинье, журналист и антикультист Пепе Родригес (исп. Pepe Rodríguez) также считают, что Фиткау-Гарт и её последователи не собирались совершать самоубийства.

## Основательница
Основательницей «Учебного центра высвобождения энергии Атмы» была психолог Хайде Фиткау-Гарт (нем. Heide Fittkau-Garthe), родившаяся примерно в 1941—1942 году. Ранее Хайде была замужем за берлинцем, профессором психологии Берндом Фиткау (нем. Bernd Fittkau); в 1977—1978 году у них родился сын. В середине 1980-х годов Хайде была в Индии, где вступила в неоиндуистское монашеское движение «Брахма Кумарис», после чего развелась с мужем, затем вернулась в Германию и возглавила германское подразделение «Брахма Кумарис». Но через некоторое время Хайде Фиткау-Гарт вышла или была исключена из «Брахма Кумарис» и занялась индивидуальной психологической работой, став одним из самых известных в стране специалистов по мотивации и психологической самопомощи, читала лекции по поручению нескольких крупных германских корпораций. В ходе этой работы она, по всей видимости, создала и возглавила новую религиозную группу и разработала свою эзотерическую доктрину, соединив традиционные мистические знания Востока и Запада. Как сообщает Хансйорг Хеммингер (нем. Hansjörg Hemminger), один из авторов книги о сектах «Second-Hand Soul», Хайде Фиткау-Гарт в 1993 году создала новую религиозную группу под названием «Источник» (англ. The Source).
15 августа 1994 года Хайде Фиткау-Гарт, распродав почти всё своё имущество, переехала из Германии на Тенерифе, где ей в наследство от тёти достался трёхэтажный белый дом с шестью квартирами, сдаваемыми в наём, расположенный по адресу Calle Enrique de Anaga 23 в районе Ла-Салуд города Санта-Крус-де-Тенерифе. Наследница не стала продолжать сдавать квартиры, за исключением одной, где проживала испанская пара. На первом этаже своего дома Хайде Фиткау-Гарт открыла «Центр психологической подготовки» (нем. Psychologisches Trainingszentrum), остальную освободившуюся жилую площадь здания можно было использовать как общежитие для последователей.

## Учение и практика
О том, каких убеждений на самом деле придерживались Хайде Фиткау-Гарт и её последователи, какими духовными практиками они занимались, и о внутренней жизни религиозной группы надёжных сведений нет. Автор А. Эрреро (исп. A. Herrero) в газете La Opinion de Tenerife сообщал, что журналистам этого издания удалось получить доступ к свидетельским показаниям задержанных участников группы, данным ими в Корпусе Национальной полиции города Санта-Крус-де-Тенерифе.
По словам Эрреро, одна из бывших участниц той группы, Анджела Габриэла Зибер-Кайзер (Angela Gabriela Sieber-Kaiser) свидетельствовала о том, что Фиткау-Гарт, с которой она была знакома с 1984 года, побуждала участников и участниц группы, в том числе несовершеннолетних, вступать в многочисленные гетеро- и гомосексуальные отношения друг с другом и с самой Фиткау-Гарт, и что одной четырнадцатилетней участнице было «предначертано» в 16 лет родить Иисуса. Та же свидетельница утверждала о получении Хайде Фиткау-Гарт крупных денежных сумм от своих последователей под невыполненные обещания создать некий научно-исследовательский и учебный институт на Тенерифе и дать работу в нём. О том, что Хайде Фиткау-Гарт получала щедрые пожертвования от своих последователей, сообщал и Пабло Ордаз (исп. Pablo Ordaz) из газеты El País. Независимых подтверждений либо опровержений этой информации или результатов расследований по фактам возможного мошенничества и злоупотреблений не найдено.

## Задержание на Тенерифе

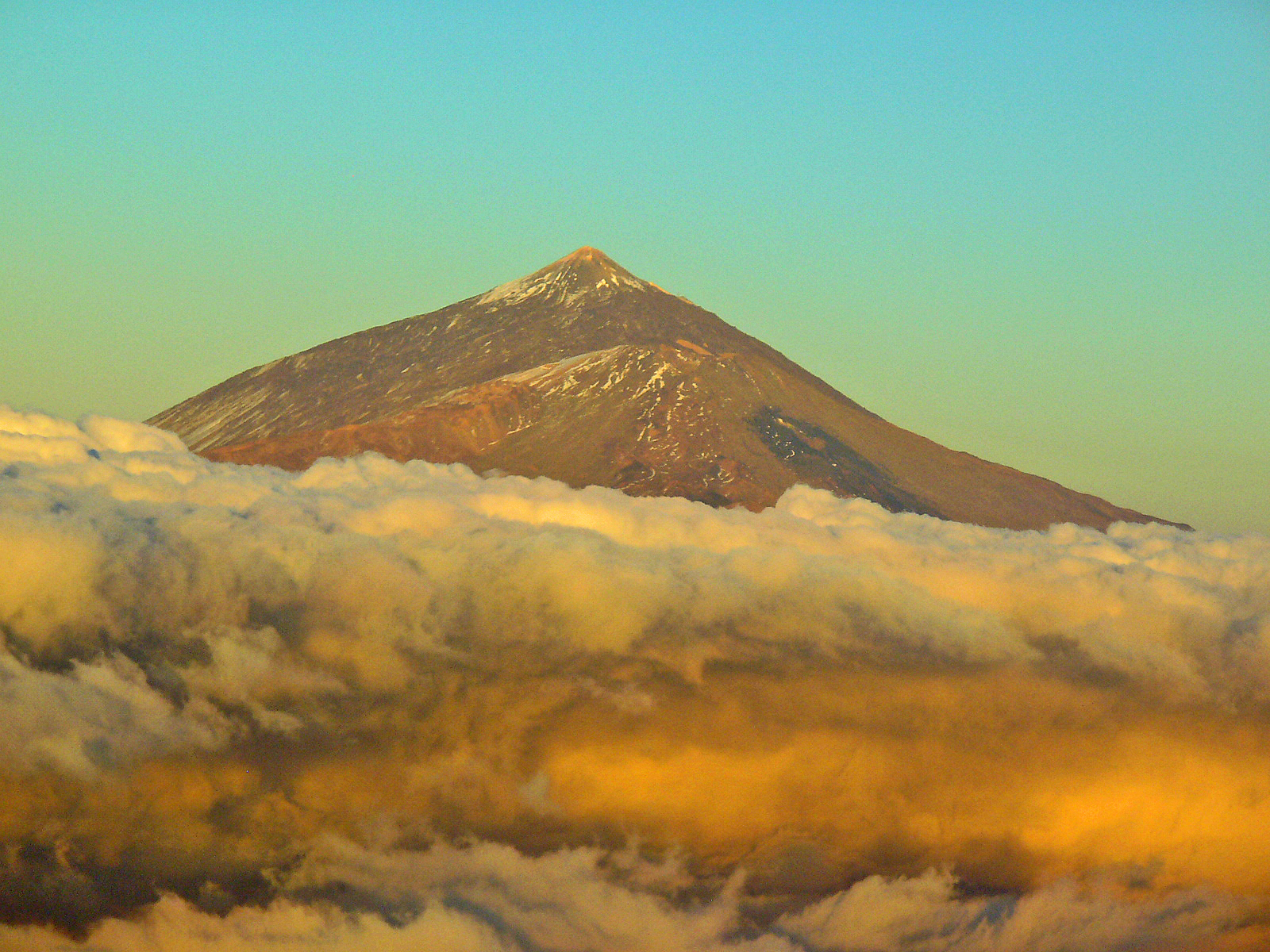
Гора Тейде

8 января 1998 в СМИ начали появляться сообщения о том, что Фиткау-Гарт и её последователи планировали совершить групповое самоубийство на горе Тейде в одноимённом национальном парке, но полиция не дала им осуществить задуманное. Согласно опубликованным тогда заявлениям испанских и германских полицейских, эта религиозная группа планировала принести себя в жертву подобно тому, как это сделали члены «Ордена солнечного храма» 4 октября 1994 года в Швейцарии. Позднее выяснилось, что «Учебный центр высвобождения энергии Атмы» и его основательница не были связаны с «Орденом солнечного храма».
Ранее дочь одной из последовательниц Фиткау-Гарт, Клаудии Ремингер (Claudia Reminger), сообщила в Интерпол о том, что ученицы «Центра высвобождения энергии Атмы» могут устроить. Были предупреждены полицейские службы Германии и Испании. Полиция на Тенерифе установила негласное наблюдение за Фиткау-Гарт, которой в то время было 56 лет. Её перемещения, аренда нескольких автомобилей, всё более частые визиты к ней граждан Германии и другие события вызывали сильное подозрение, что планируемая акция состоится 8 января 1998 года на горе Тейде. Фиткау-Гарт якобы сказала: «Ось Земли взорвется, и не останется ни Европы, ни Мюнхена, ни Монголии. Это будет 8 января на Тенерифе, в восемь вечера. Мы должны вместе спланировать последние дни». За несколько дней до этой даты одна из участниц группы на Тенерифе сбежала к своему дяде в Германию, а тот обратился в полицию.
Накануне этого дня в доме по адресу Calle Enrique de Anaga 23 районе Ла-Салуд города Санта-Крус-де-Тенерифе собрались Хайде Фиткау-Гарт и ещё 32 человека в возрасте от 6 до 60 лет. В их числе 31 были гражданами Германии (в основном из Гамбурга) и одна — Испании; всего 13 мужчин, 14 женщин, четыре девочки, в том числе две десятилетние близняшки, и один мальчик. Взрослые были в основном образованными людьми среднего достатка.
Утром 8 января, когда в дом ворвались полицейские, все они сидели за столом, на котором стояли большие горшки с вегетарианской едой, и проводили то, что могло оказаться «последним прощальным ужином на Земле». Все были одеты в свободные туники и ходили босиком, слушали медитативную музыку. Около дома стояли четыре автомобиля руководительницы и ещё несколько арендованных автомобилей, готовые перевезти участниц группы из города в национальный парк Тейде, где они поднимутся на вершину горы и будут ожидать прибытия космического корабля, который отвезёт их на какую-то неизвестную планету и спасёт от конца света (возможно, ядерной войны) на Земле. По другим сведениям, тот корабль должен был забрать только души, а не тела.
Что они собирались делать, если космический корабль не прилетит — осталось неизвестным, но у полиции были подозрения, что Фиткау-Гарт собирается добровольно уйти из жизни вместе с последователями. Все участники группы были задержаны; к 14 января девятнадцать из них были освобождены решением испанского судьи. Никто из них не дал показаний против Фиткау-Гарт; многие даже отказывались сообщать полицейским свои имена и адреса. Позднее одна из участниц, уже вернувшись в Германию, сказала сотрудникам полиции, что переписала почти всё своё имущество на Фиткау-Гарт. Сама Хайде Фиткау-Гарт оставалась в заключении под стражей дольше остальных участниц группы — по подозрению в подстрекательстве к самоубийству, но полиция не добилась от неё никакой информации по делу, и доказать обвинение не удалось.

## Расследование
Предполагалось, что групповое самоубийство будет совершено путём отравления ядом, добавленным во фруктовый сок. Однако химический анализ изъятого полицией сока не показал наличие каких-либо ядовитых веществ в нём. Одновременно с задержанием группы в Санта-Крус-де-Тенерифе прошли обыски в квартире Фиткау-Гарт в Гамбурге, но и они не принесли доказательств вины. В Германии все обвинения против «Учебного центра высвобождения энергии Атмы» в конечном счёте были сняты за отсутствием доказательств. В Испании 23 июля 2004 года Суд Тенерифе бессрочно приостановил рассмотрение дела, поскольку в нём было только заключение эксперта-психолога, специализировавшегося на сексуальных проблемах, но утверждавшего о возможности «промывания мозгов» деструктивным культом, однако совершенно не было доказательств подготовки или совершения преступлений этой группой верующих. Суд оставил возможность возобновления рассмотрения дела в случае появления новых фактов и доказательств, но в течение более чем года они не появились и ситуация не изменилась.
Факт оправдания Хайде Фиткау-Гарт не привлёк почти никакого внимания испанских новостных СМИ. Лишь одна местная ежедневная газета взяла у неё интервью, в котором Фиткау-Гарт заявила, что «группа не была сектой и я никогда не работала в таковой. Меня обвинили в том, что я планировала самоубийство группы друзей, которые просто собрались провести Рождество на Тенерифе. То, что случилось в 1998 году, было результатом действий дочери одной из участниц группы, за что-то мстившей своей матери. За шесть месяцев до того у них была большая семейная ссора, и потом дочь обратилась в Интерпол и сказала им, что её мать и ещё сотня людей собрались в горах на Тенерифе, намереваясь совершить массовый суицид. Дочь, как она сказала, сообщила властям, что группа была деструктивной сектой. То, что произошло, было ужасно. А хуже всего то, что сказанная тогда ложь касалась детей».